# Her Friend the Bandit
Her Friend the Bandit (br: Carlitos, ladrão elegante / pt: O namoro de Charlot) é um filme mudo de curta-metragem estadunidense de 1914, do gênero comédia, produzido por Mack Sennett para os Estúdios Keystone, e dirigido e protagonizado por Charles Chaplin e Mabel Normand.
Este era o único filme de Chaplin do qual não existiam cópias conhecidas e o mesmo era considerado mundialmente perdido. Ainda não houve a descoberta oficial do curta, mas uma cópia na íntegra descoberta em outubro de 2012, pode ser vista no Youtube, através do canal EduGouvea .

## Sinopse
Carlitos é um trombadinha que, ao ser flagrado por policiais, finge se entregar para logo em seguida, realizar uma das fugas mais geniais já vistas. Logo a seguir, ele paga de cabeleireiro e, além de dar um castigo inusitado a um cliente que se nega a pagar, dá um jeito bem chaplinesco de colocar seus clientes em uma situação bem complicada com a polícia.

## Elenco
- Charles Chaplin .... Bandido
- Mabel Normand .... Mabel
- Charles Murray .... Conde de Beans